# Pau de Tricastin
Pau de Tricastin (Reims, Gàl·lia, segle iv - Saint-Paul-Trois-Châteaux, començament del s. V) fou un personatge llegendari, de qui es diu que fou bisbe de Tricastin, vila a la qual donaria el seu nom actual. És venerat com a sant per diverses confessions cristianes.

## Vida i llegenda
Només sabem que un bisbe anomenat Pau signa les actes del concili de Valença de 374, amb Emilià. S'ha suposat, a partir d'aquí, i potser pel fet que l'antiga Augusta Tricastinorum passés a dir-se Saint-Paul-Trois-Châteaux, que hauria estat bisbe d'aquesta diòcesi, tot i que la llista documentada de bisbes no comença fins al segle vi.

### Llegenda
A partir d'això, i de l'existència d'una tomba atribuïda a Pau a la catedral de Tricastin, s'elaborà una llegenda pietosa que n'explicava la vida. Pau era originari de Reims, en una família cristiana i ja de jove va mostrar molta religiositat. Als 18 anys es va casar amb una jove noble, però tots dos van acordar de mantenir-se castos. Una invasió de bàrbars va fer que fugissin cap al sud, tots dos i la mare d'ell: arribaren a Lió i decidiren de cercar un lloc solitari per fer-hi vida eremítica. Baixant pel Roine en direcció a Arle i en arribar a Saint-Rémy, s'instal·laren en una muntanya veïna.
Retirats tots tres, Pau treballava com a jornaler a un camp per obtenir recursos. Un dia, un grup d'habitants de Tricastin, que havien tingut una revelació i que el coneixien perquè la seva vida virtuosa havia començat a ésser coneguda, li digueren que venien a cercar-lo perquè fos el seu bisbe. Pensant que no era l'indicat o que se'n burlaven, els va dir que acceptaria el càrrec quan la vara que tenia florís: a l'instant, la vara es va cobrir de flors i fulles i, admirat, Pau va acceptar la seu episcopal.
La seva esposa es retirà a un convent d'Arle, on morí santament. Pau anà a Tricastin i hi ocupà la seu, essent ordenat alhora prevere i bisbe. El seu bisbat fou bo per a la ciutat i els seus habitants. Participà en el concili de Valença en 374. Governà la seu durant quaranta anys i morí en començar el segle v.

## Veneració
Sobre la seva suposada tomba s'aixecà una basílica funerària, avui catedral de Trois Châteaux. Les seves restes, però, foren destruïdes durant les guerres dels hugonots, en 1535.